# Teatro Talía (Barcelona)
El Teatro Talía de Barcelona fue un conocido teatro ubicado en el núm. 100 de la avenida del Paralelo, esquina con la calle del Conde Borrell.

## Historia
La sala tenía platea y dos pisos, en forma de herradura. Fue inaugurado el 4 de agosto de 1900 y cerrado el abril de 1987. Dos meses después se produjo un incendio y finalmente fue derribado. En la actualidad, se ha construido un parque infantil en el lugar que ocupaba dicho teatro.
A lo largo de toda su historia, el teatro tomó diferentes nombres: Teatro de las Delicias de 1900 a 1906, Teatro Lírico (entre 1906 y 1913, diferente al Teatro Lírico del Ensanche, cerrado en 1900), El Trianón de 1913 a 1915 (que no se tiene que confundir con el Teatro Pompeya, también en el Paralelo, que del 1901 a 1907 se denominó igual), Madrid-Concierto de 1915 a 1921, El As de 1921 a 1924. También se proyectó cine bajo el nombre de Cine Delicias.
Es a partir de 1924 que se empezar conocer como Teatro Talía. A comienzo de los años cincuenta fue adquirido por Ignacio F. Iquino y Paco Martínez Soria; el teatro fue alternando el teatro y la zarzuela con el cine. Poco a poco, Iquino fue cediendo su parte y Martínez Soria acabó siendo el único propietario. El 1982 le cambió el nombre de Talia por sus apellidos: Teatro Martínez Soria y lo dedicó sólo al teatro.
Antes de que fuera derruido se representaron obras como El apagón de Peter Shaffer y Violines y trompetas de Santiago Moncada, protagonizada por Fernando Guillén y Paco Morán durante 3 años consecutivos.

## Estrenos
Teatro Talía
- 1930. Los príncipes caídos: crónica de nuestro tiempo en tres actos por Marcelino Domingo.
- 1956. ¡Blum!. Protagonizada por Pau Garsaball.
- 1957. El loro verde.
- 1958. Rita Hilton, hotel de lujo. Protagonizada por la Bella Dorita.
- 1965. En Baldiri de la costa de Joaquim Muntanyola, con Pau Garsaball.
- 1966. ¡Ya tenemos 600! de Joaquim Muntanyola. Con Pau Garsaball.

Teatro Martinez Soria
- 1985. Los tres inocentes de Pedro Mario Herrero. Con Josefina Güell. Compañía de Paco Morán.
- 1986. Sin chapa y sin collar de Carles Valls. Con Josefina Güell. Compañía de Paco Morán.
- 1986. Las amargas lágrimas de Petra von Kant de Rainer Werner Fassbinder, protagonizada por Lola Herrera.